# Valdo Magnani
Valdo Magnani (Reggio Emilia, 17 novembre 1912 – Roma, 3 febbraio 1982) è stato un politico italiano.

## Biografia, studi e formazione ideologica
La famiglia Magnani (il capofamiglia Giovanni era artigiano meccanico ed elettrotecnico) era aperta alle idee socialiste di impronta prampoliniana che non contrastavano con l'educazione tradizionale cattolica. Valdo era l'ultimo di tre figli maschi: Marte, il primogenito, si laureò in chimica e esercitò la libera professione; Elvo entrò in seminario e fu per tutta la vita parroco in una isolata frazione dell'Appennino reggiano; Valdo si iscrisse a ragioneria e durante l'adolescenza entrò nella Giunta diocesana dell'Azione Cattolica come presidente del Circolo culturale del Duomo.
Nel 1930 si iscrisse alla Facoltà di Economia e Commercio dell'Università di Bologna, dove si laureò nel 1935. L'anno precedente aveva superato da privatista l'esame di maturità classica; nel 1936 poté quindi chiedere ed ottenere l'iscrizione al terzo anno di Filosofia, sempre a Bologna, dove ebbe docenti illustri come Giuseppe Saitta, Rodolfo Mondolfo, Carlo Calcaterra.
Durante gli studi universitari, si distaccò dalla religione e nel 1936 si iscrisse al Partito Comunista Italiano, insieme ad amici come i concittadini Aldo Cucchi e Riccardo Cocconi. Giunse alla laurea con lode nel 1941, quando prestava servizio militare sul fronte jugoslavo.
In Jugoslavia conobbe nel 1943 Krunica Sertić, che però, dopo le nozze celebrate nel 1947 a Sarajevo, non volle seguirlo in Italia. Nel 1953 sposò la giornalista Franca Schiavetti, da cui ebbe due figli, Marco e Sabina.

## Gli anni di guerra
Richiamato alle armi nel 1937 come sottotenente d'artiglieria, promosso nel 1938 tenente, nel 1942 capitano, fu dislocato stabilmente in Jugoslavia. Qui dopo l'8 settembre partecipò alla formazione in Erzegovina di una brigata garibaldina composta di italiani, di cui divenne Commissario politico, e, dopo aver preso parte alla guerra partigiana a fianco dei gruppi jugoslavi, partecipò direttamente alla nascita del nuovo corso politico socialista in Jugoslavia. Rientrò in Italia nel novembre 1945.
L'anno successivo fu decorato con medaglia di bronzo al valor militare.

## L'attività politica
Al suo rientro in Italia fu incaricato da Palmiro Togliatti, allora ministro della Giustizia, di coordinare una commissione ministeriale per il riconoscimento dell'attività partigiana all'estero. A Reggio Emilia divenne presidente dell'Associazione Combattenti e Reduci (ANCR); l'anno successivo (1946) entrò nel comitato federale del PCI di Reggio Emilia; ebbe nella segreteria l'incarico di occuparsi della stampa e propaganda. Nel 1947 divenne segretario provinciale. Svolse sulla stampa politica un'intensissima attività di informazione e discussione, trattando senza conformismo temi scottanti in quei primi anni di dopoguerra. Grazie alle brillanti capacità oratorie, sostenute dalla vasta cultura e dall'esperienza vissuta, ottenne un largo seguito nell'ambiente reggiano, e venne eletto con moltissime preferenze alla Camera dei deputati nelle elezioni del 18 aprile 1948.
Continuò, anche dopo l'elezione, a svolgere i compiti di segretario provinciale del PCI; venne spesso inviato a convegni e manifestazioni in varie città in Italia e all'estero (Praga, Varsavia). La sua attenzione era rivolta principalmente a due problemi: le tensioni interne legate alla crisi economica, alla disoccupazione, agli interventi repressivi; e il delinearsi sempre più netto della contrapposizione tra blocco occidentale e blocco comunista (guerra fredda). Quest'ultima poneva un politico comunista come Valdo Magnani di fronte al conflitto tra fedeltà ideologica e fedeltà patriottica. La situazione della Jugoslavia di Tito, alla ricerca di una collocazione autonoma rispetto a Mosca, era un esempio concreto di notevole significato per Magnani.

## L'uscita dal PCI
Il 19 gennaio 1951, in occasione dell'inizio del VII Congresso provinciale del PCI, propose e commentò un ordine del giorno che affermava che i comunisti erano impegnati a difendere i confini nazionali contro ogni aggressione esterna, da qualunque parte provenisse. Chiedeva di dire un no esplicito al concetto dell'URSS come Stato-guida e alle "rivoluzioni importate su baionette straniere". Alla richiesta di una ritrattazione, ritirò (con un intervento giudicato da molti reticente) l'ordine del giorno e fu rieletto tra i delegati al Congresso nazionale.
Il 21 partì per Roma e insieme al deputato Aldo Cucchi incontrò il vicesegretario nazionale Pietro Secchia in un colloquio burrascoso. Al suo rientro a Reggio Emilia vennero rese note le dimissioni sue e di Cucchi dal partito (25 gennaio); il partito reggiano lo espulse con delibera del Comitato federale il 1º febbraio. Contemporaneamente Magnani e Cucchi presentarono le dimissioni da deputati, che il 30 gennaio furono respinte; entrambi chiesero allora di entrare nel gruppo parlamentare del Partito Socialista Unitario. A fine febbraio, Togliatti (che conviveva con la cugina di Magnani, Nilde Iotti), tornò da un lungo soggiorno in Russia e fu subito sollecitato ad esprimersi sul caso che aveva suscitato grande scalpore. Rispose solo un mese dopo in un'intervista all'Unità con parole sprezzanti:«anche nella criniera di un nobile cavallo da corsa si possono sempre trovare due o tre pidocchi» " e riducendo la questione a un episodio circoscritto. In tal modo metteva in ombra gli aspetti più profondi che avevano determinato la scelta di Magnani e Cucchi, ovvero la implicita denuncia dell'egemonia sovietica e la ricerca di una "via nazionale al socialismo".
Nei mesi successivi, con Cucchi e un piccolo gruppo che si riuniva in casa di Ignazio Silone, Magnani diede vita al Movimento dei lavoratori italiani (MLI) e fondò il settimanale Risorgimento socialista sul quale pubblicò numerosi interventi in tema di politica internazionale e di economia italiana. Nel 1952 pubblicò, insieme a Cucchi, una serie di 14 articoli usciti nell'anno precedente sulla rivista, riuniti in un volume dal titolo Crisi di una generazione nel quale i due deputati spiegavano le ragioni del loro ingresso nel Partito Comunista e della loro uscita dal medesimo. Il giudizio dato dai comunisti su di loro continuava ad essere improntato al più forte disprezzo e trovava espressione nella irridente denominazione di magnacucchi.
Nel mese di marzo 1953 si costituì a Milano l'USI, Unione Socialista Indipendente, in cui confluirono il MLI e altri gruppi di ispirazione socialista, cristiana e socialdemocratica. In questo periodo, con la morte di Stalin, sembravano profilarsi possibilità di rinnovamento, e l'affiorare in Jugoslavia dei primi elementi di autogestione attirava l'attenzione di molti.
Nelle elezioni del 7 giugno 1953 l'USI non ottenne alcun deputato; tuttavia i voti ottenuti (225.000, lo 0,8%) contribuirono a sconfiggere la cosiddetta legge truffa, impedendo che si applicasse il premio di maggioranza.
Sulle esperienze vissute pubblicò: Dichiarazioni e documenti (Roma, 1951) e Dieci anni perduti. Cronache del Partito socialista italiano dal 1943 ad oggi (Pisa, 1953).

## Anni di riflessione e di solitudine
Dopo il fallimento elettorale dell'USI, Magnani non rinunciò ad approfondire la sua riflessione politica, anche attraverso il confronto con altri gruppi (primo fra tutti il PSI). Sollecitazioni importanti vennero in quegli anni dal caso Đilas, dalla nuova posizione autonoma della Jugoslavia, dal XX Congresso del PCUS che si svolse a Mosca nella primavera del 1956. In esso, Chruščëv mise allo scoperto gli errori e i crimini di Stalin. Poteva essere l'occasione giusta per scoprire la lungimiranza delle posizioni di Magnani, ma da parte del PCI non vi fu alcun cenno di riavvicinamento. Nell'autunno 1956 l'intervento sovietico in Ungheria venne definito da Togliatti "un fatto doloroso ma necessario", da Magnani "frutto di una politica inumana" e "brutale repressione".
Dopo la rivoluzione ungherese del 1956 i segni di rinnovamento e di autonomia mostrati dal PSI indussero Magnani a far convergere l'USI nel PSI (1957). In tale occasione, sospese la pubblicazione di Risorgimento socialista. Continuò tuttavia ad intervenire pubblicamente nel dibattito politico mediante la partecipazione a convegni e la collaborazione con riviste come Nuovi argomenti, Problemi del socialismo e altre. Nell'ambito delle elezioni del 25 maggio 1958, accettò la candidatura del PSI per il collegio senatoriale di Crema (Cremona), senza però risultare eletto.
Nemmeno il PSI tuttavia gli parve il partito in grado di rispondere alle sue esigenze di autonomia e democrazia interna, alternativo al capitalismo in senso riformistico, come "perno di uno schieramento d'alternativa al potere attuale", che "solleciti i lavoratori cattolici e parte della DC a svincolarsi dall'ipoteca di destra". Nel 1961 chiese di essere riammesso nel PCI.

## Gli impegni nel movimento cooperativo
Nel 1962 si concluse il procedimento di riammissione nel PCI; l'anno successivo la proposta di una candidatura di Magnani alle elezioni politiche, avanzata dalla segreteria nazionale del partito, fu respinta dalle sezioni reggiane, nelle quali evidentemente le tracce degli avvenimenti del 1951 erano ancora vive.
Dapprima, l'attività di Magnani si svolse soprattutto in centri di studio o in commissioni interne al partito, senza risonanza pubblica. Solo nel 1965 divenne presidente dell'Associazione nazionale delle cooperative agricole ed entrò nel Consiglio di presidenza della Lega delle Cooperative. L'impegno nel campo cooperativo fu intenso e punteggiato da incarichi di prestigio, da interventi a convegni e congressi, e, ancora una volta, da una fitta serie di pubblicazioni. Lo guidò la convinzione che la cooperazione (a partire dal mondo agricolo, settore trascurato e spesso lasciato ai margini) potesse ricercare collegamenti con le imprese private, soprattutto piccole e medie, per contribuire ad una evoluzione democratica del mondo del lavoro e ad una politica di riforme orientata non all'assistenzialismo ma allo sviluppo. La riflessione sui dati economici e sui problemi sociali trovò espressione in una dura critica al "piano Mansholt" ovvero alle scelte economiche della CEE, che privilegiavano le maggiori realtà agricole e causavano gravi crisi, fino all'abbandono, nelle aziende più piccole.
Nel 1977 divenne presidente della Lega delle cooperative; nel 1979 si dimise, per ragioni di salute.
Il 3 febbraio 1982, colpito da infarto, morì.
Il Presidente Sandro Pertini scrisse di averne sempre ammirato "l'inflessibile forza morale, la fede nella verità, la coerenza nell'impegno".